# 209374 Sabil
209374 Sabil este o planetă minoră (asteroid) din centura de asteroizi. A fost descoperită pe 15 martie 2004 la Ottmarsheim de . 
Obiectul prezintă o orbită caracterizată de o semiaxă mare de 2,8657603494604 UAi, o excentricitate de 0,017016508829397, o înclinație de 1,9421098992236 ° în raport cu ecliptica.